# Antischwule Gewalt
Als antischwule Gewalt werden queerfeindliche Taten der Gewaltkriminalität bezeichnet, die sich aus verschiedenen Gründen gezielt gegen tatsächliche oder vermeintliche Schwule richten.
Außer körperlicher Gewalttaten, insbesondere Körperverletzungen, zählen dazu auch die sehr verwandten Themen Bedrohungen, Erpressungen und Raub mit antischwulem Hintergrund und spezifische Beleidigungen als „verbale Gewalt“, welche oft auch Teil von Mobbing ist. Antischwule Gewalt zählt zur Hasskriminalität, bei der das Opfer vorsätzlich nach dem Kriterium der wirklichen oder vermuteten Zugehörigkeit zu einer gesellschaftlichen Gruppe gewählt wird und sich das Verbrechen dadurch (absichtlich oder unabsichtlich) gegen die gewählte Gruppe als Ganze richtet. Durch das Auswahlkriterium kann die Tat spezielle Auswirkungen auf den direkt Betroffenen haben, es hat gegenüber seiner Gruppe einen einschüchternden Effekt, der die psychische Gesundheit der Gruppenmitglieder beeinträchtigen kann, was sich sogar auf Mitglieder anderer Minderheiten auswirken kann. Insgesamt werden Schwule häufiger Opfer von Gewalttaten als der Bevölkerungsdurchschnitt.

## Häufigkeit
Ein Report zur Diskriminierung von Schwulen ergab folgende Häufigkeiten (100 % entsprechen allen genannten Diskriminierungsarten): Beleidigung (§185 StGB) 30 %, einfache und gefährliche Körperverletzung 21 % (StGB §223), Nötigung und Bedrohung 17 % (§241 und §240 StGB). Sind sich Opfer und Täter bekannt, kann es zu Mobbing/übler Nachrede (§186 StGB) kommen. Auch Diebstahl und Raub kann antischwule Gewalt sein.

## Die Opfer

### Der Opferkreis
Manche meinen, Opfer müssen sich auffällig verhalten haben. Aber um Opfer antischwuler Gewalt zu werden, ist dies nicht notwendig. Man muss nicht einmal schwul sein. Es reicht, für homosexuell gehalten zu werden, oft nach Aussehen oder Ort des Aufenthalts, mit Lesben bzw. Schwulen unterwegs zu sein oder gar nur in Beziehung zu einem Homosexuellen zu stehen. So manche Taten werden dadurch nicht sofort oder gar nicht als antischwule Gewalttaten eingeordnet.
- Der frisch nach South-Boston gezogene heterosexuelle Mike und sein Mitbewohner Peter wurden 1994 auf dem Nachhauseweg von einem Lokalbesuch vier Blocks vor ihrem Haus von etwa zehn einheimischen Jugendlichen zusammengeschlagen, ohne ersichtlichen Grund und ohne ein Wort zu sagen. Zur Identifikation der Täter konnten sie nichts Wesentliches beitragen. Ein um Rat gefragter einheimischer Freund seiner Familie, dessen Vater und Bruder bei der Polizei sind, hatte von dem Vorfall gehört. Er hatte eine Idee, wer dahinter stecken könnte, und riet, die Sache auf sich beruhen zu lassen. Aus zwei verschiedenen einheimischen Quellen erfuhr Mike wenig später, dass sie für schwul gehalten worden waren. Der Vater eines Jugendlichen sei Polizist. Da Mike und Peter aber anscheinend nichts weiter unternehmen wollen und die Jugendlichen nun wissen, dass sie heterosexuell sind, hätten sie nichts weiter zu befürchten. Die beiden zogen trotzdem bald weg.[5]
- Ein heterosexueller Querfeldeinläufer einer kalifornischen High-School wurde 1996 von einem Football-Spieler der Schule attackiert, weil der damalige Trainer des ersteren, Eric Anderson, offen schwul war – eine Seltenheit damals. Die Polizei unternahm nichts weiter durch ihre Argumentationsschiene „so sind halt die Burschen“. Für Anderson war dies der Anlass, sich zu einem der führenden Akademiker im Themenfeld Homophobie und Sport zu entwickeln.[6]
- Bei einem Anschlag mit einer Nagelbombe durch den Neonazi David Copeland in der Old Compton Street im Londoner Lesben- und Schwulenviertel Soho am 30. April 1999 starb im Szenelokal Admiral Duncan die im vierten Monat schwangere Andrea Dykes, ihr Ehemann wurde schwer verletzt. Außerdem starben ihre Freunde und Gastgeber für diesen Abend, Nick Moore und John Light, der Pate des Kindes. Insgesamt wurden auf der belebten Straße 79 Menschen teilweise schwerst verletzt.[7][8][9][10]
- Am frühen Morgen des 12. Juli 2008 radelte ein 41-jähriger heterosexueller Vater zweier Kinder mit zwei Begleitern durch den Volkspark Friedrichshain, welcher auch von MSM zum Cruising genutzt wird. Er wurde von einer Gruppe Jugendlicher aufgehalten, vom Rad gezerrt und zusammengeschlagen, wodurch er Prellungen und einen doppelten Kieferbruch erlitt. Die Jugendlichen waren kurz vorher mit Rufen wie „schwule Säue“ durch die Büsche gezogen und hatten versucht, einen anderen Radfahrer zu stoppen, der durch sein energisches Auftreten aber vorbeifahren konnte.[11]

### Verhalten der Opfer
Einige Schwule zeigen die Täter nach Gewalttaten nicht an. 1994 gestand zum Beispiel ein 19-jähriger, 400 Straftaten gegen Schwule begangen zu haben, von denen eine Vielzahl nicht angezeigt worden war. Viele Opfer meiden Beratungsstellen für Schwule aus Angst, sie könnten von Schwulenhassern erkannt und erneut gewalttätig angegangen werden. Wenn Anzeige erstattet wird, dann wird oft die sexuelle Identität verschwiegen, auch wenn die Opfer sicher sind, dass dies der Grund für den Übergriff war. Dies kann in weiterer Folge zu Ungereimtheiten bei der Aussage führen, etwa dem Verschweigen wichtiger Details, was wieder negative Folgen für die Glaubwürdigkeit des Opfers hat. Bei einer Untersuchung in Manchester und London gaben die Opfer folgende Gründe an, warum sie keine Anzeige erstattet haben:
- der Vorfall wurde als nicht schwerwiegend genug, das heißt polizeirelevant, eingeschätzt;
- Befürchtung, dass die Polizei den Vorfall nicht ernst nimmt;
- mögliche negative Reaktionen von der Polizei;
- man wollte seine sexuelle Orientierung bei der Polizei nicht offen kundtun aus Angst vor möglichen Konsequenzen für das eigene Privatleben;
- Befürchtung, dass ein polizeiliches „Dossier“ über das Opfer angelegt wird;
- Angst vor Rache oder Isolation;
- die Befürchtung, dass einem bzw. einer nicht geglaubt wird;
- die Annahme, dass die Polizei nichts unternehmen würde.

### Unterstützung für die Opfer
In Deutschland gibt es für die Opfer solcher Gewalttaten in einigen größeren Städten sogenannte „Schwule Überfalltelefone“ (SÜT). Dort erhalten sie Hilfestellung, Unterstützung und Informationen, um mit dem Erlebten fertig zu werden. Auf Wunsch werden die Opfer auch zur Polizei, zur Staatsanwaltschaft oder zum Gericht begleitet. Sie haben sich aus Selbsthilfeorganisationen gebildet und werden von diesen betrieben. 
Im Jahre 1990 wurde das Schwule Überfalltelefon Berlin (SÜB) gegründet, welches im Projekt Maneo bis heute vor allem in Berlin und Brandenburg direkte Hilfe bietet. Es führt lokale Öffentlichkeitsarbeit durch, organisiert Umfragen und dokumentiert deutschlandweit antischwule Gewalt. Weitere Stellen im Arbeitskreis der Schwulen Überfalltelefone und Anti-Gewalt-Projekte in Deutschland (ASAD) sind beim LSVD-Köln, LSVD-Magdeburg, LSVD-Münster und im Münchner Sub angesiedelt. Dazu kommen Unschlagbar/schwules Anti-Gewalt-Projekt in Frankfurt und das schwule Überfalltelefon bei der AIDS-Hilfe Düsseldorf. Im Jahre 2007 gab es noch Überfalltelefone in Aachen, Bielefeld, Bonn, Dortmund, Hamburg und Leipzig, welche durch eine Initiative des LSVD teilweise unter der einheitlichen lokalen Nummer 19228 erreichbar waren.
Unter anderem durch die Arbeit dieser Initiativen haben inzwischen einige Polizeiverbände eigene Ansprechpartner oder einen Beauftragten für gleichgeschlechtliche Lebensweisen, die auch intern arbeiten und Kollegen für die Problematiken sensibilisieren. Im Jahre 1993 wurde Heinz Uth Deutschlands erster Ansprechpartner für gleichgeschlechtliche Lebensweisen (der Berliner Polizei).